# Gentiana thunbergii
Gentiana thunbergii är en gentianaväxtart som först beskrevs av George Don jr, och fick sitt nu gällande namn av August Heinrich Rudolf Grisebach. Gentiana thunbergii ingår i släktet gentianor, och familjen gentianaväxter. Utöver nominatformen finns också underarten G. t. minor.